# Liquido
Liquido je bio njemački alternativni rock sastav, najpoznatiji po hitu "Narcotic".

## Povijest sastava
Sastav su 1996. osnovali Wolfgang Maier, Wolfgang Schrödl, Stefan Schulte-Holthaus te Tim Eiermann. Svoj jedini međunarodni hit "Narcotic" snimili su 1996. kao demo, te je prodano više od 700.000 primjeraka 1998. kada ga je reizdala izdavačka kuća Virgin Records. Nakon toga nisu doživjeli sličan uspjeh, te nakon iduća dva neuspješna albuma raskidaju s Virgin Recordsom. Sastav je objavio još dva studijska albuma pod izdavačkom kućom Nuclear Blast, prije nego što je raspušten 2009. godine.

## Članovi sastava
- Wolfgang Schrödl - vokali, gitara, klavijature
- Tim Eiermann - gitara, vokali
- Stefan Schulte-Holthaus - bas-gitara
- Wolle Maier - bubnjevi

## Diskografija

### Albumi
- 1999. – Liquido
- 2000. – At the Rocks
- 2002. – alarm!alarm!
- 2004. – The Essential (kompilacija najvećih hitova)
- 2005. – Float
- 2008. – Zoomcraft

## Vanjske poveznice
- Službena stranica